# Osso trapezio

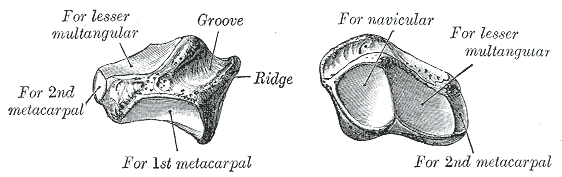
Vista palmare (a sinistra) e vista prossimale (a destra) dell'osso trapezio della mano sinistra.

L'osso trapezio è un osso breve del carpo posto nella fila distale del carpo distalmente all'osso scafoide e lateralmente all'osso trapezoide, coi quali instaura due artrodie. Si articola inoltre con il primo ed il secondo osso metacarpale rispettivamente mediante un'articolazione a sella ed un'articolazione condiloidea.

## Descrizione
L'osso trapezio ha forma irregolarmente cubica, offrendo alla descrizione sei facce, delle quali una prossimale, una mediale,una distale, una laterale, una dorsale ed una palmare.
La superficie prossimale e quella mediale presentano rispettivamente la superficie articolare navicolare e la superficie articolare trapezoidea del trapezio, due faccette articolari continue e rivestite di cartilagine mediante le quali il trapezio si articola con l'osso scafoide e l'osso trapezoide nell'articolazione mediocarpale formando due artrodie.
La superficie distale presenta due distinte superfici articolari metacarpali, anch'esse rivestite di cartilagine, delle quali una laterale ed una mediale. La superficie articolare metacarpale laterale del trapezio, a forma di sella, forma col primo osso metacarpale l'articolazione carpo-metacarpale laterale. La superficie articolare metacarpale mediale del trapezio, più piccola, contribuisce, assieme alle superfici articolari metacarpali dell'osso trapezoide e dell'osso capitato, a formare la cavità glenoidea per il secondo osso metacarpale nell'articolazione carpo-metacarpale mediale.
La superficie laterale riceve l'attacco del legamento collaterale mediocarpale laterale.
Infine le superfici palmare e dorsale offrono attacco ai legamenti mediocarpali trapezio-navicolari, ai legamenti intercarpali trapezio-trapezoidei e ai legamenti carpo-metacarpali.
La superficie palmare presenta inoltre il tubercolo del trapezio sul quale si inserisce il legamento trasverso del carpo.